# Long Beach (Maryland)
Pour les articles homonymes, voir Long Beach.
Long Beach est une census-designated place située dans le comté de Calvert, dans l’État du Maryland, aux États-Unis. Lors du recensement de 2020, elle comptait 1 739 habitants.